# Colegio Craighouse
Craighouse School es un colegio chileno fundado en Santiago el 5 de marzo de 1959. Sus instalaciones actuales se ubican en la avenida Paseo Pie Andino, en la comuna de Lo Barnechea.

## Historia
Fue fundado como un colegio bilingüe para varones en 1959 por Charles T. Darling y su esposa, Joan Gibson-Craig-Carmichael, de cuyo apellido deriva el nombre del establecimiento. En 1960 se sitúa en la esquina de la Avenida Apoquindo con Luis Zegers, en la casa señorial de la familia Marquez de la Plata.

En 1967 fue trasladado a la esquina de Manquehue y Apoquindo, y abrió su kindergarten. En 1971 se hizo un cierre al internado y se admitieron las primeras alumnas. Ese mismo año murió Charles T. Darling, fundador y rector del colegio, cargo que asumió Willy Pérez, mientras que Joan Gibson-Craig-Carmichael continuó como directora general hasta 2002. En 1976 la reina Isabel II la nombró Miembro del Imperio Británico (MBE) por su compromiso y difusión de la cultura británica fuera del Reino Unido, y en 1981 recibió la Orden al Mérito Docente y Cultural Gabriela Mistral por parte del gobierno chileno.

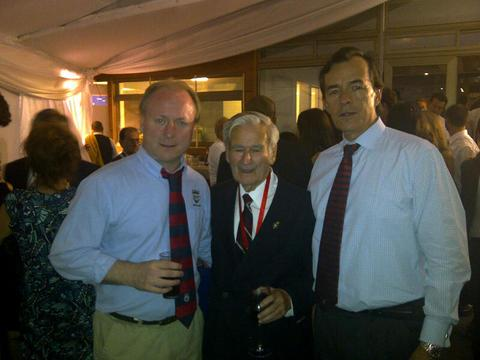
William Pérez Honeyman, ex-Rector del Colegio Craighouse con dos miembros de la generación 1974

En 2007 la Junta Directiva del colegio compró 24 hectáreas en Lo Barnechea. El 28 de marzo de 2013 se inauguraron los nuevos edificios del establecimiento.

## Programa de Bachillerato Internacional
El establecimiento comenzó su afiliación con el Bachillerato Internacional (IB) en 1991, cuando el colegio recibió la autorización para implementar el Programa del Diploma, un plan de estudios para estudiantes de educación secundaria que culmina en una certificación. 
Para 2024, el Colegio Craighouse promedió un aproximado de 30,5 puntos en el IB, estando sobre el promedio mundial de 30,32.

## Reconocimiento
Es considerado un colegio de la élite chilena, reconocido por haber estado durante diez años seguidos entre los setenta colegios con los mejores promedios de puntajes de la PAES, siendo de igual forma uno de los colegios con más alta colegiatura del país, compitiendo con establecimientos como el The Grange School y Santiago College. Asimismo, es reconocido por los logros deportivos de algunos de sus ex estudiantes en distintas disciplinas, como el club de rugby Craighouse Old Boys.

## Controversias
En 2024, a raíz del Caso Hermosilla, los hermanos Daniel y Ariel Sauer acusaron a otros empresarios que también operaban con facturas falsas. Estos empresarios serían todos exalumnos del colegio Craighouse y estarían operando hace más de diez años. 